# Гротте, Эдвард
Эдвард Гротте (Гроте) (нем. Edward Grotte (Grote) 17 ноября 1884, Базель — после 1950) — немецкий инженер-конструктор бронетанковой техники.
Родился в Германии. Работал в военной отрасли инженером-конструктором танков.

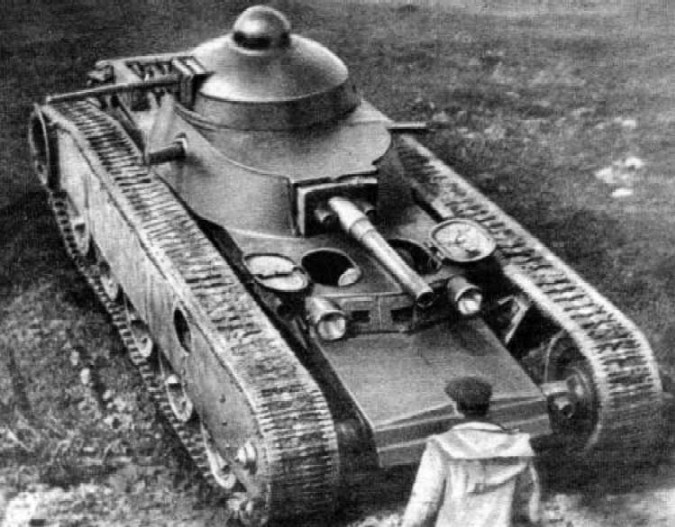
Танк Гротте во время полигонных испытаний, сентябрь 1931 года.

В марте 1930 года для оказания технической помощи в Советский Союз были приглашены немецкие специалисты, в числе которых был Эдвард Гротте.
Под его руководством к осени 1931 года на ленинградском заводе «Большевик» был разработан и изготовлен опытный средний танк ТГ (Танк Гротте), не пошедший в серию из-за высокой сложности, стоимости и ошибок при проектировании. Однако опыт, накопленный при проектировании машины, позволил советским конструкторам впоследствии приступить к проектированию танка Т-35. Также на Ленинградском заводе «Большевик» было создано конструкторское бюро АВО-5, в состав которого, помимо группы Гротте, вошли также молодые советские инженеры, такие как Н. В. Барыков, ставшие впоследствии известными разработчиками советской бронетехники.
Затем под руководством Гротте разрабатывался танк ТГ-5 — советский проект сверхтяжёлого танка массой более 1000 тонн. По его замыслу это должна была быть машина с 3 или 5 башнями, в которых было бы установлено более десятка орудий, и колоссальной бронёй. В движение конструкцию должны были приводить 2—4 корабельных двигателя мощностью по 24 000 л. с. каждый, обеспечивая танку скорость до 60 км/ч. Этот проект не был реализован ввиду чрезвычайно громоздкой и сложной для освоения в производстве конструкции, делавшей его постройку фактически нереальной. Затем советское правительство отказалось от дальнейших услуг Гротте и немецких инженеров по ряду причин. Группа Эдварда Гротте вернулась в Германию.
Примечательно, что в период Второй мировой войны в Германии рассматривался проект очень схожей машины, выполненный тем же автором — 1000-тонного танка «Крыса». В то время Гротте занимался в министерстве вооружений вопросами строительства подводных лодок и вместе со своим коллегой — доктором Гаккером — представил 23 июня 1942 года Гитлеру проект сверхтяжёлого танка «Landkreuzer» (рус. Сухопутный Крейсер) массой около 1000 тонн. После обсуждения проекта с рейхсминистром вооружений Альбертом Шпеером, 29 декабря разработка чертежей была завершена и проект получил условное обозначение Ratte — «Крыса». Однако препятствием для реализации этого проекта Гротте стало решение Шпеера, который в начале 1943 года закрыл все проекты «Сухопутных Крейсеров».